# Massimo Natili
Massimo Natili (Ronciglione, 28 de julho de 1935 - Viterbo, 19 de setembro de 2017) foi um automobilista italiano que participou dos Grandes Prêmios da GP da Inglaterra e da Itália de Fórmula 1 em 1961.